# Ale Tholus
Ale Tholus is een heuvel op de planeet Venus. Ale Tholus werd in 1985 genoemd naar Ale, de godin die de aarde en de vegetatie schiep in de Igbo-religie (Nigeria).
De heuvel heeft een diameter van 87 kilometer en bevindt zich ten noordwesten van Azham Corona in het quadrangle Metis Mons (V-6).